# Mosquée Hadji Chahla
La mosquée Hadji Chahla (en azéri : Hacı Şəhla məscidi) est un édifice religieux musulman situé à Balakhani, en Azerbaïdjan.

## Histoire
La mosquée a été construite dans la zone du cimetière de Balakhani, sur une haute colline en 1385-1386. Au fil du temps, le monument a été détruit. Cependant, en 2017, des travaux de restauration ont commencé à la mosquée.

## Galerie

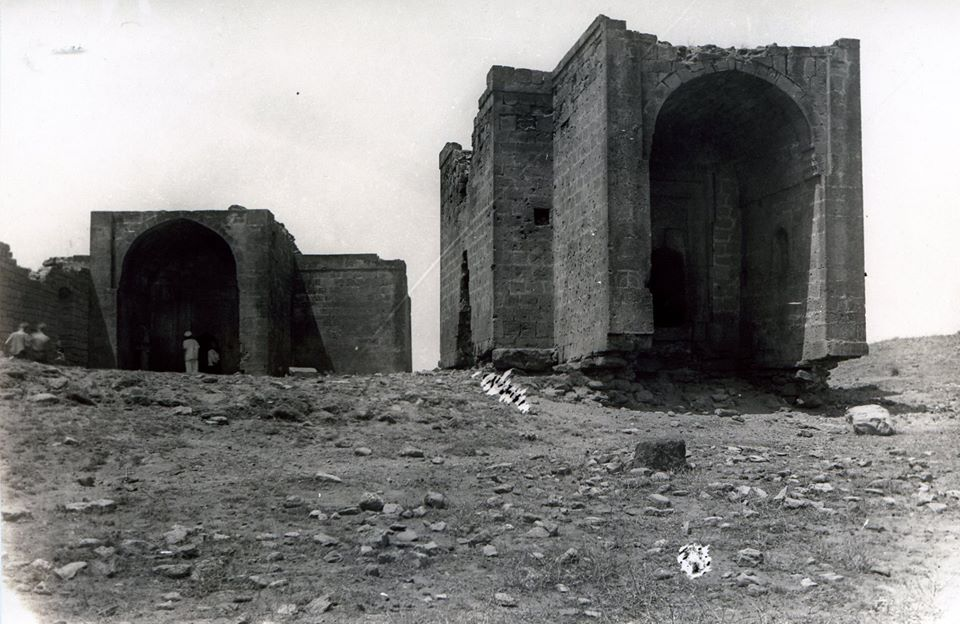
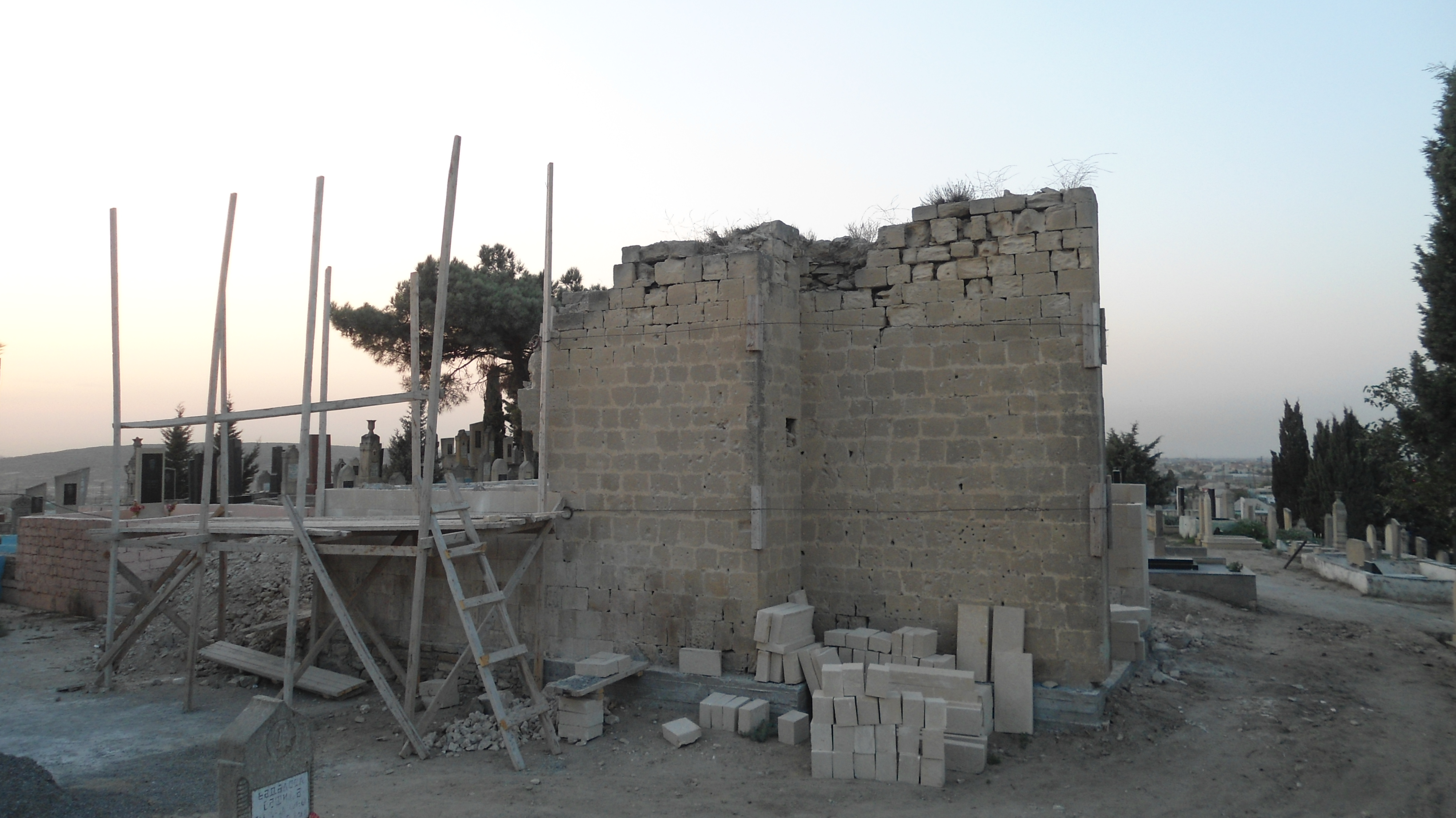
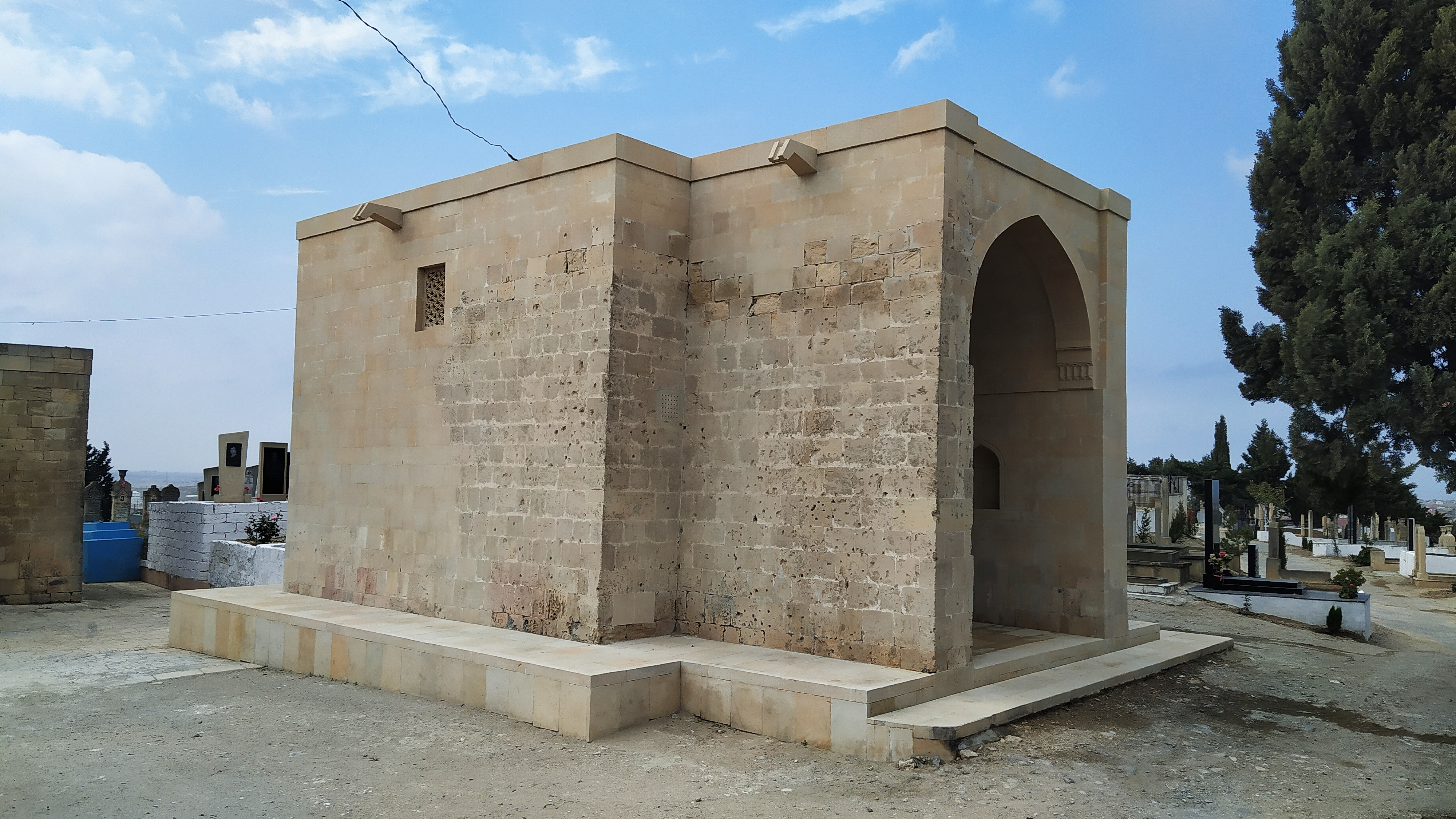